# 1935 în artă
← 1932 în artă — 1933 în artă — 1934 în artă ——  1935 în artă  —— 1936 în artă — 1937 în artă — 1938 în artă →
1935 în artă implică o serie de evenimente:

### Evenimente artistice în România

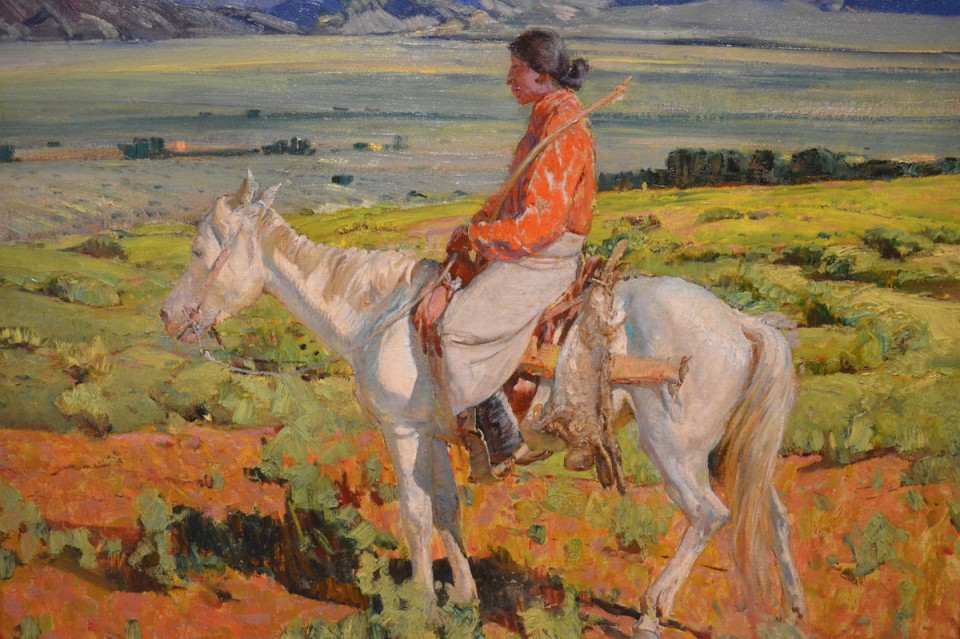
1935 — Vânătoare de iepuri în Taos (în engleză Taos Rabbit Hunt) de artistul plastic american Oscar Edmund Berninghaus (1974 - 1952)

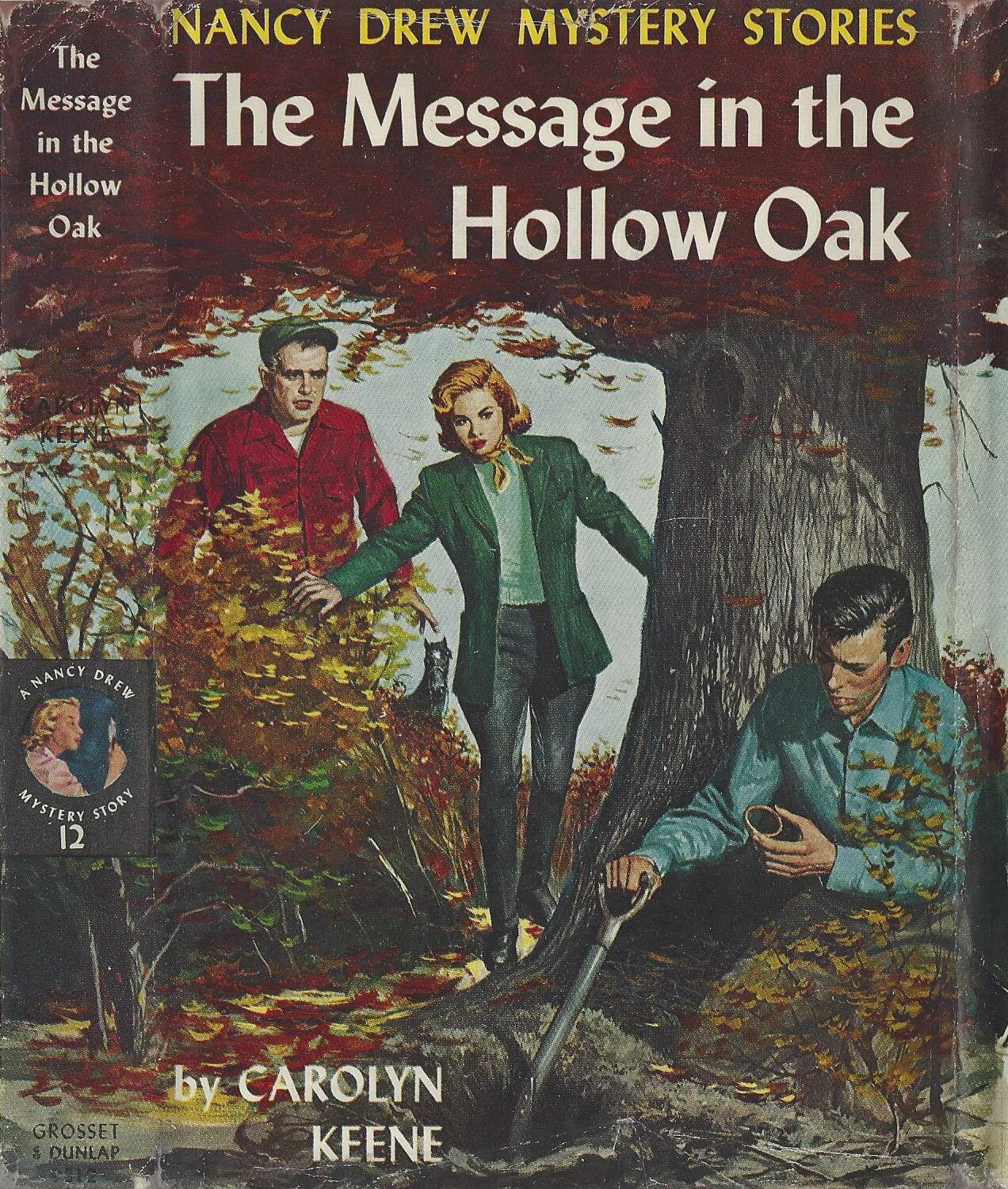
1935 — Mesajul din Hollow Oak — The Message in the Hollow Oak (piesă de artă din 1935, expusă pe o copertă a revistei Nancy Drew Mystery Stories din 1961

## Evenimente

### Evenimente artistice oriunde
- Februarie
- 16 decembrie –
- Decembrie

## Premii
- Premiul Archibald –
- Medalia Newbery –

### Premii oriunde
- Premiul Archibald —  – Desbrowe Annear

## Nașteri

### Ianuarie - iunie
- 1 ianuarie –
- 8 ianuarie –
- 11 ianuarie –
- 17 ianuarie –
- 23 ianuarie –
- 3 martie –
- 10 martie –
- 22 aprilie –
- 15 mai –
- 22 iunie –

### Iulie - decembrie
- 3 iulie –
- 25 iulie –
- 1 august –
- 8 august – Rudi Gernreich, designer de modă austriaco-american (d. 21 aprilie 1985) |--->
- 3 septembrie –
- 3 octombrie –
- 6 octombrie –
- 8 decembrie –
- 17 decembrie –
- 31 decembrie –

## Decese
- 23 ianuarie –
- Februarie –
- 3 februarie –
- 19 februarie –
- 16 martie –
- 15 mai –
- 22 iunie –
- 22 august -
- august –
- 1 septembrie –
- 5 septembrie –
- 8 septembrie –
- 18 octommbrie –
- 15 decembrie –

## Galerie (lucrări din 1935)

Lucrări reprezentative
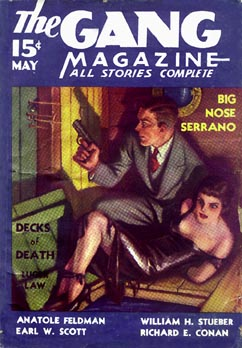
1935 — Una dintre coperțiile revistei The Gang Magazine, numărul din mai 1935
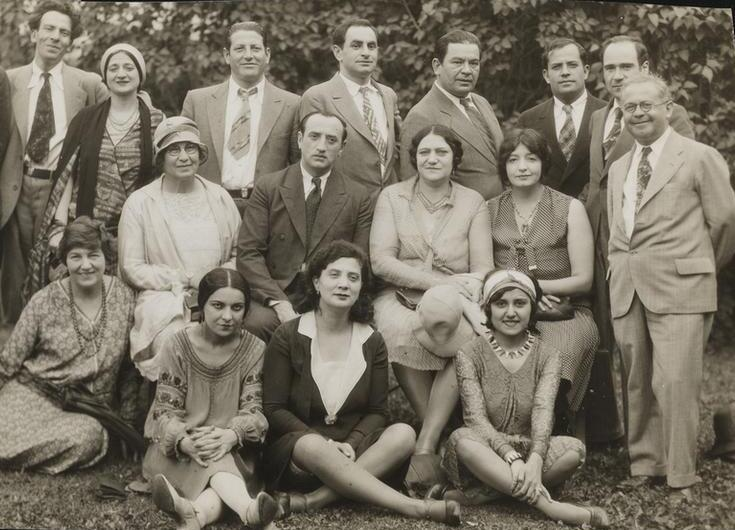
1935 — Poster Top Hat prezentând celebrul cuplu de scenă și filmic Fred Astaire și Ginger Rogers
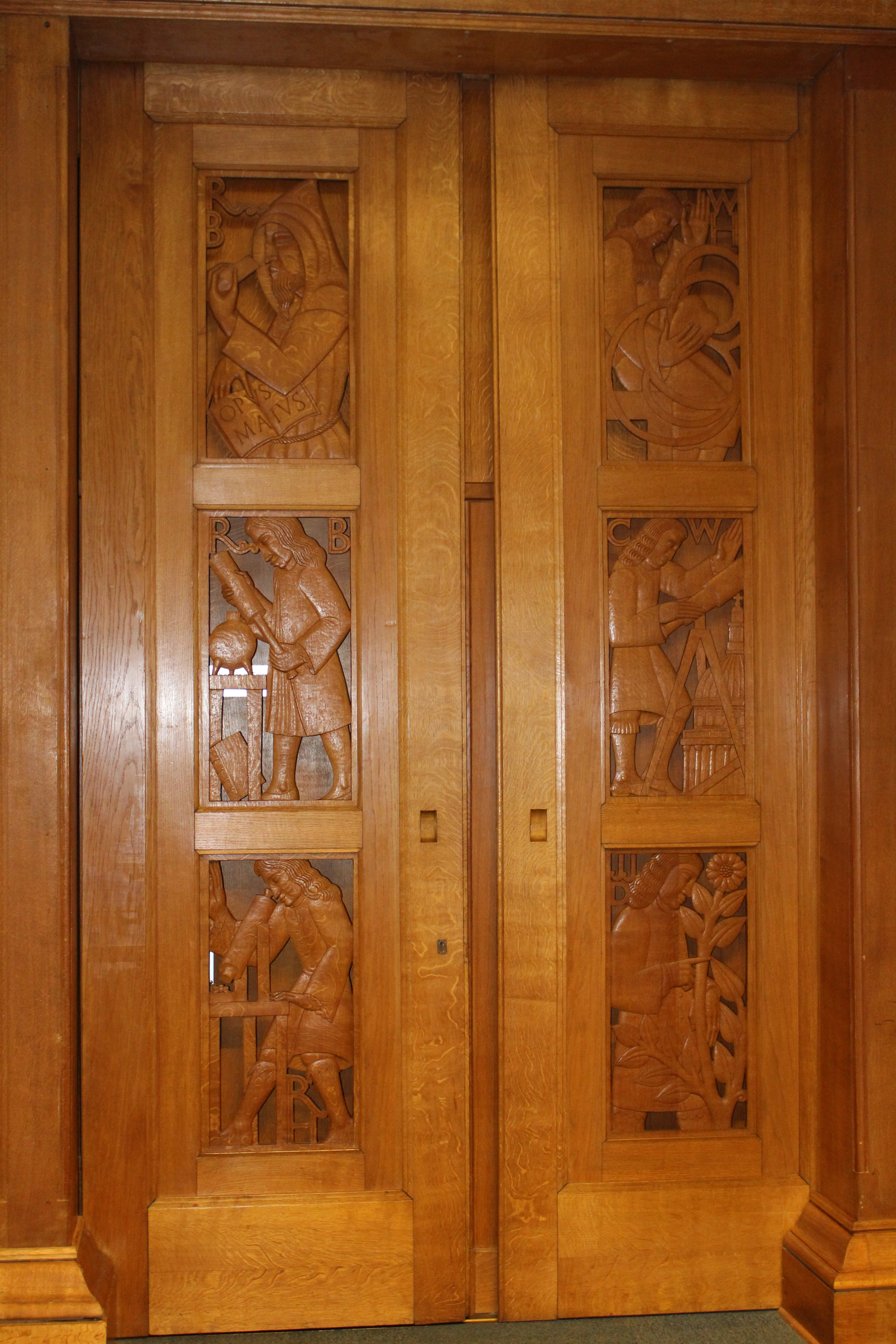
1935 — Rare Book Room Door - Radcliffe Science Library